# Península de Samaná

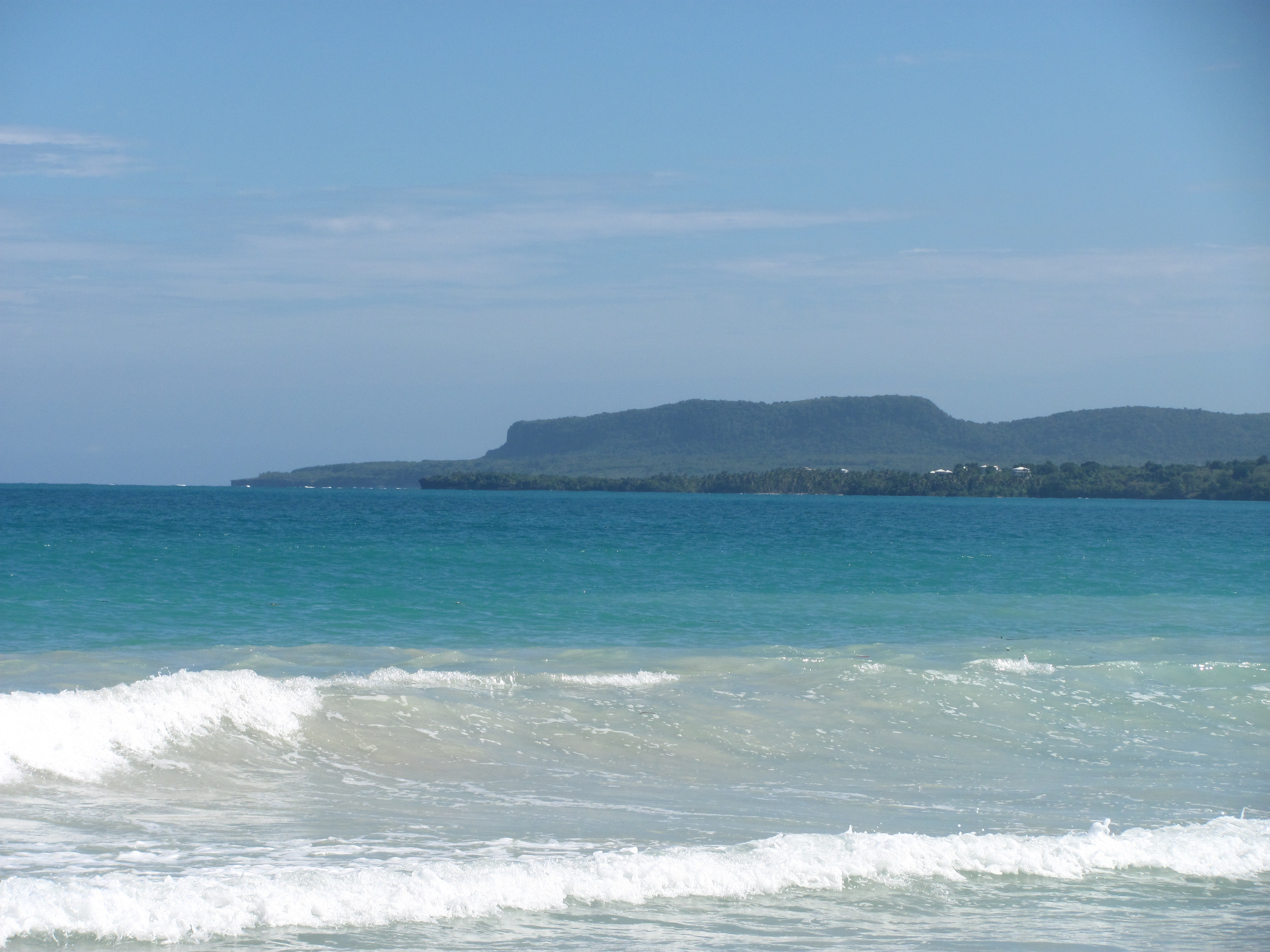
Cap Samaná, a l'extrem oriental de la península

La península de Samaná és una península de la República Dominicana situada a la província de Samaná.

## Geografia física
Està connectada amb la resta de l'estat per l'istme de Samaná. La península conté moltes platges, especialment a la ciutat de Santa Bàrbara de Samaná. Hi ha tres rius.
Les principals carreteres són la DR-5 i la autopista de Samaná a Santo Domingo. A la península també hi ha l'Aeroport de Samaná. Té molta economia agrícola i turisme.

## Atractius turístics
Entre els atractius turístics destaca la cascada Salto del Limón que es troba en un paratge protegit, té 50 metres d'altura i rep 80.000 visitants l'any segons la pàgina web de turisme de Sanamá. A la zona hi ha bancs de corall a entre 100 i 200 metres de la costa i a poca profunditat. Hi ha diversos equipaments turístics com vil·les i hotels de luxe. S'hi poden veure dofins i balenes geperudes.
El 2020 i 2021 s'hi va gravar el programa televisiu La isla de las tentaciones de Telecinco, concretament a la zona de Las Terrenas, on hi ha les platges Cosón i Bobilanza. El cost de cadascun dels dos establiments que van utilitzar els participants podia arribar als 15.000 euros a la setmana.